# Park serwisowy

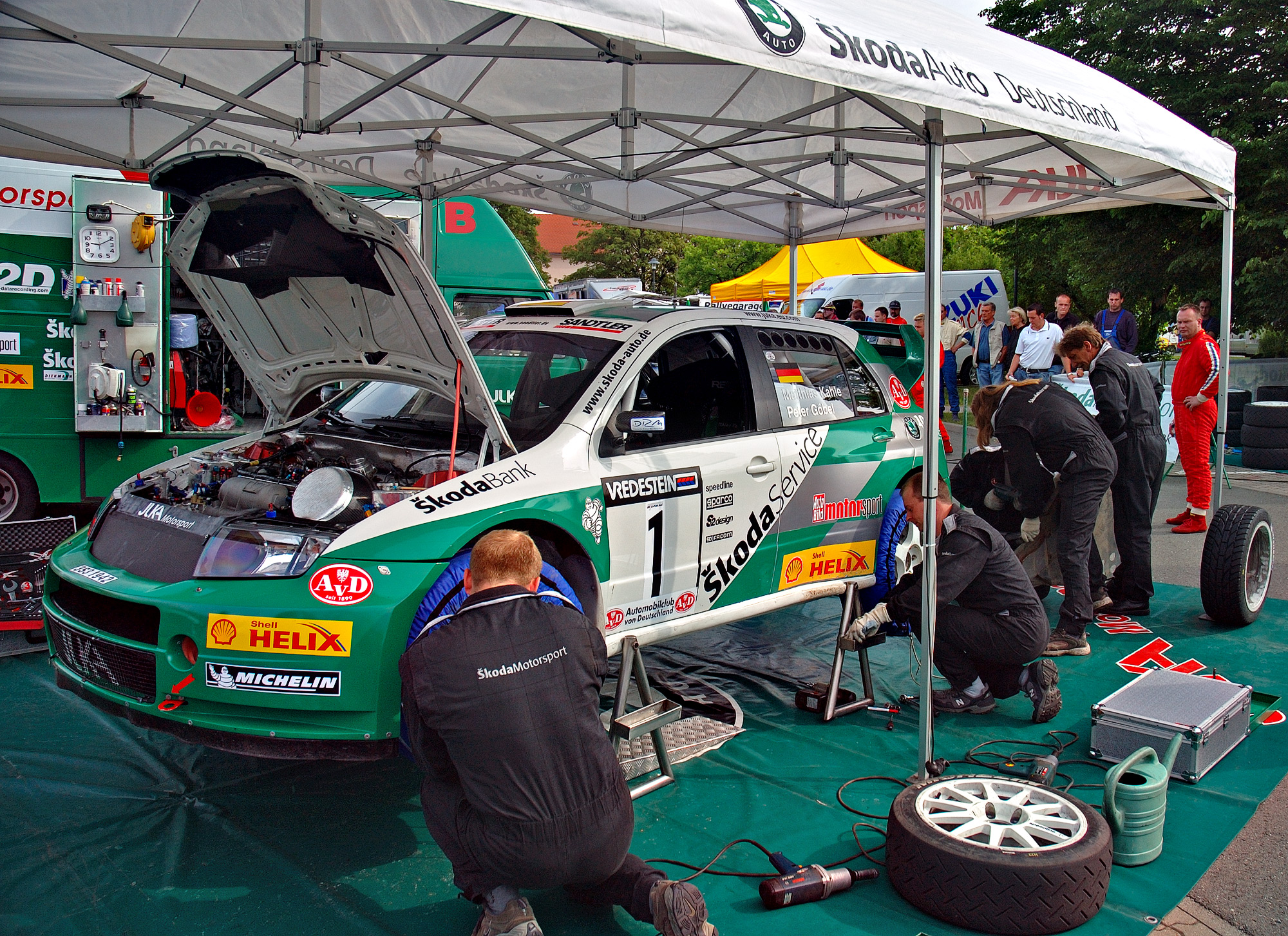
Skoda Fabia WRC w parku serwisowym

Park serwisowy – miejsce na trasie rajdu samochodowego, w którym możliwe jest dokonywanie napraw samochodu rajdowego czy innych podobnych czynności, takich jak wymiana zniszczonych podzespołów, zmiana ustawień, typu ogumienia itp.
Park serwisowy jest jedynym miejscem na trasie rajdu, w którym załoga może skorzystać z pomocy innych osób w celu naprawy samochodu. Park kończy i rozpoczyna każdą pętlę rajdu. Jego długość najczęściej wynosi: 10 minut dla pierwszego parku etapu, 45 minut dla ostatniego parku etapu oraz 20 minut dla każdego parku pomiędzy pętlami rajdu. Każde przedłużenie, ale także i skrócenie czasu pobytu w parku serwisowym karane jest karą czasową wliczaną do klasyfikacji rajdu.
Zaraz po parku serwisowym najczęściej znajduje się strefa tankowania i strefa znakowania opon.